# Henrietta Paxton
Henrietta Paxton (ur. 19 września 1983) – szkocka lekkoatletka specjalizująca się w skoku o tyczce.
Medalistka mistrzostw Wielkiej Brytanii, Szkocji oraz Walii. Reprezentantka Wielkiej Brytanii w meczach międzypaństwowych. Rekordzistka Szkocji w skoku o tyczce.

## Rekordy życiowe
- skok o tyczce – 4,35 (2010)
- skok w dal – 6,13/6,37w (2004)